# Стрес, Антон
Антон Стрес (словен. Anton Stres; 15 декабря 1942) — словенский католический архиепископ.

## Биография
Родился 15 декабря 1942 года в деревне Доначка-Гора, неподалёку от города Рогатец. 28 марта 1967 года вступил в конгрегацию лазаристов, годом позже был рукоположен.
В 1963 году он поступил на факультет теологии Люблянского университета, где обучался три года. С 1966 года продолжал занятия на теологическом факультете Парижского католического института. В 1969 году закончил лиценциат, в 1972 году стал магистром.
1 октября 1974 года успешно защитил докторскую диссертацию по теологии на тему «Развитие марксистской концепции религии в послевоенной Югославии». 30 ноября 1984 года получил ещё одну степень, на этот раз доктора философии, защитив в Парижском католическом институте диссертацию на тему «Понятие свободы у Гегеля и принятие этой концепции Марксом». Преподавал в Люблянском университете, с 1990 года — профессор кафедры философии.
13 мая 2000 года назначен епископом-помощником мариборской архиепархии, 24 июня того же года состоялась епископская хиротония. Главным консекратором был архиепископ Франк Крамбергер. Епископским лозунгом Антон Стрес выбрал фразу «Vse zaradi Evangelija» (Всё ради Евангелия). 7 апреля 2006 года назначен епископом Целе. 28 ноября 2009 года назначен архиепископом Любляны вместо ушедшего в отставку по состоянию здоровья архиепископа Алоиза Урана. С февраля 2010 года архиепископ Стрес возглавлял Конференцию католических епископов Словении. 31 июля 2013 года ушёл в отставку по состоянию здоровья.